# Dinocap
Le dinocap est une substance active de produit phytosanitaire (ou produit phytopharmaceutique, ou pesticide), qui présente un effet fongicide, et qui appartient à la famille chimique des phénols.

## Réglementation
- Pour l’Union européenne : Le Dinocap est interdit dans l'Union européenne[4] par le règlement (CE) n° 1107/2009 du 21 octobre 2009 concernant la mise sur le marché des produits phytopharmaceutiques[5].

## Caractéristiques physico-chimiques
- Présentation : Liquide ou poudre.
- Catégorie : Fongicides
- Familles : Composés Phénoliques
- Synonymes : Crotonate de Méthylheptyldinitrophényl
- Classe Chimique : dinitrophényl
- Propriétés Physiques :
  - Aspect: Liquide brun rougeâtre
  - Nommé Chimique: crotonates 2,6-dinitro-4-octylphenyl; crotonates 2,4-dinitro-6-octylphenyl
  - Poids moléculaire: 364,41
  - Solubilité dans l'eau: (< 0,1 mg·l-1); practicaly insoluble dans l'eau
  - Pression de Vapeur: 0,005 3 mPa
  - Coefficient de Cloison: 4,5366

- Autres noms : Arathane, Caprane, Capryl, Cekucap 25 wp, Crotonate, Crotothane, DCPC, Dicap, Dikar (un mélange de dinocap et de mancozeb), DNOPC, Ezenoan, Iscothane, Karathane, Mildane, et Mildex.

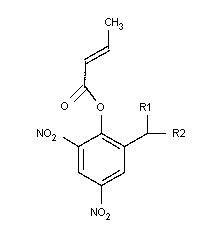
structure de dinocap-6 - R1 : méthyle, éthyle ou propyle; R2 : héxyle, pentyle ou butyle

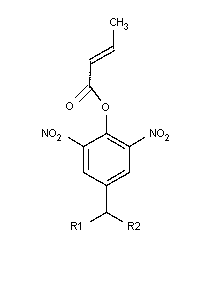
Structure de dinocap-4 - R1 = méthyle, R2 = héxyle; ou : R1 = éthyle, R2 = pentyle ; ou : R1 = propyle, R2 = butyle

## Toxicité pour l’homme
Sur le plan de la toxicité pour l’homme, la dose journalière acceptable (DJA) est de l’ordre de : 0,0005mk/kg/jour.
- Par ingestion : Troubles digestifs (diarrhees, vomissements, etc.) voire intoxication grave.
- Par projection oculaire : Irritant
- Par contact cutané : Eczema.

## Écotoxicologie
- Effets sur les abeilles : Dinocap est non toxique.
- Effets sur les oiseaux : Dinocap est modérément toxique
- Effets sur le milieu aquatique : Dinocap est très fortement toxique
- Effets mutagéniques : aucune donnée actuellement disponible.

## Environnement
- Dinocap dure peu dans l'environnement du sol, avec une période de persistance d'environ 6 jours.
- Dinocap semble peu susceptible de souiller les eaux souterraines.